# César Évora
César Évora Díaz (ur. 4 listopada 1959 w Hawanie) – kubański aktor filmowy, telewizyjny i teatralny, gwiazdor meksykańskich telenowel.

## Życiorys

### Wczesne lata
Urodził się w Hawanie na Kubie jako syn Maríi Díaz i Tony’ego Évory, odnoszącego sukcesy pisarza i poety. Jest kuzynem kubańskiej pisarki Daíny Chaviano. Po rozwodzie rodziców, jego ojciec przeniósł się do Europy. Wychowywała go matka i dziadkowie ze strony ojca.

### Kariera
Początkowo studiował geofizykę, ale ostatecznie wybrał aktorstwo.  Wziął udział w castingu, w którym został wybrany z ponad 500 kandydatów. Zadebiutował na ekranie w dramacie Cecilia (1982) u boku Imanola Ariasa. Następnie zagrał w dramacie Habanera (1984) jako José Luis, komedii romantycznej Panna młoda dla Dawida (Una novia para David, 1985) w roli profesora z Francisco Gattorno, dramacie Amada (1985), dramacie Człowiek sukcesu (Un hombre de éxito, 1986) jako oportunistyczny Javier Argüelles z kubańskiej klasy średniej z Rubensem de Falco i dramacie Capablanca (1987) w roli tytułowej jako szachista José Raúl Capablanca.
W 1993 osiedlił się w Meksyku, gdzie występuje w serialach telewizyjnych, i przyjął meksykańskie obywatelstwo.
Popularność zdobył za sprawą przełomowej roli drugoplanowej w telenoweli Corazón salvaje  w 1994 roku. Pierwszą główną rolę uzyskał w telenoweli Si Dios Me Quita La Vida z Danielą Romo. Role w Sercu Clarity i Cristinie uczyniły go jednym z najbardziej czołowych ludzi w latynoskiej branży filmowej. Évora nabył obywatelstwo meksykańskie w 1999 roku.

## Życie prywatne
Był rozwiedziony ze swoją pierwszą żoną, zanim poślubił Vivian Domínguez, z którą ma troje dzieci: syna Rafaela oraz dwie córki – Marianę i Carlę.

## Filmografia
- Cecylia (Cecilia, 1982)
- Habanera (1984) jako José Luis
- Amada (1985)
- Un hombre de éxito (1986) jako Javier Argüelles
- Capablanca (1987) jako Capablanca
- Una novia para David (1987) jako Profesor
- La bella del Alhambra (1989) jako Amant Rachel
- Laura (1990)
- Adriana (1990) głos
- Quartier nègre (1990)
- Getrudis (1992) jako Pedro Advincula
- Corazón salvaje (1993) jako Marcelo Romero Vargas
- Agujetas de color de rosa (1994) jako Estéban Armendáres
- Si Dios me quita la vida (1995) jako Antonio Foscari
- Cañaveral de pasiones (1996) jako Amador Montero
- Serce Clarity (1996) jako Mariano
- Que hora es? (1996)
- Gente bien (1997) jako Jaime
- Cristina (El privilegio de amar, 1998–1999) jako Juan de la Cruz Velarde
- Labirynt namiętności (Laberintos de pasión, 1999–2000) jako Gabriel Almada
- W niewoli uczuć (Abrázame muy fuerte, 2000–2001) jako Don Federico Rivero
- Wiosenna namiętność (El manantial, 2001) jako Rigoberto Valdés
- Miłość i nienawiść (Entre el amor y el odio, 2002) jako Octavio Villareal
- Así son ellas (2002) jako Luis Ávila
- Zaklęte serce (Mariana de la noche, 2003–2004) jako Atilio Montenegro
- La esposa virgen (2005) jako Loco Serenata
- Mundo de fieras (2006) jako Demián Martínez/Gabriel Cervantes-Bravo
- Yo amo a Juan Querendón (2007) jako Samuel Cachón
- La madrastra (2005–2007) jako Esteban San Román
- Amor sin maquillaje (2007) jako Pedro Ríos
- Do diabła z przystojniakami (Al diablo con los guapos, 2007) jako Constancio
- En Nombre del Amor (2009) jako Eugenio Lizarde
- Tropico de Sangre (2010) jako Antonio De La Maza
- Llena de amor (2010) jako Emiliano Ruiz y de Teresa
- Triumf miłości (Triunfo del Amor, 2011) jako dr Heriberto Ríos Bernal
- El Encanto del Aguila (2011) jako Manuel Márquez Sterling
- Otchłań namiętności (Abismo de pasión, 2012) jako Rosendo Arango
- Nieposkromiona miłość (Amor bravío, 2012) jako Dionisio Ferrer
- Dzikie serce (Corazón Indomable, 2013) Alejandro Mendoza Casavieja
- Burza (La Tempestad, 2013) Fulgencio Salazar
- Hasta el fin del mundo (2014) Francisco Fernandez
- A que no me dejas (2015–2016) jako Osvaldo Terán
- Las amazonas (2016) jako Victoriano Santos
- La doble vida de Estela Carrillo (2017) jako Walter Cabrera
- En tierras salvajes (2017–2018) jako Aturo Otero
- Z miłości do dziecka (Te doy la vida, 2020) jako Nelson López

## Teatr
- 1993: Día y Noche
- 1998/1999: Tu mientes, yo miento, Todos mentimos
- 2004: Trampa de Muerte
- 2006/2007: Cartas de Amor

## Nagrody i wyróżnienia
| Rok  | Nagroda                                   | Kategoria                       | Tytuł                                        | Rezultat  |
| ---- | ----------------------------------------- | ------------------------------- | -------------------------------------------- | --------- |
| 1994 | Nagroda w plebiscycie Premios TVyNovelas  | Najlepszy debiutant             | Dzikie serce (Corazón salvaje)               | Nominacja |
| 1999 | Nagroda w plebiscycie Premios TVyNovelas  | Najlepsza gra aktorska          | Cristina (El privilegio de amar)             | Wygrana   |
| 2001 | Nagroda w plebiscycie Premios TVyNovelas  | Najlepszy aktor pierwszoplanowy | W niewoli uczuć (Abrázame muy fuerte)        | Nominacja |
| 2001 | Nagroda w plebiscycie Premios TVyNovelas  | Najlepszy antagonista           | W niewoli uczuć (Abrázame muy fuerte)        | Wygrana   |
| 2002 | Nagroda w plebiscycie Premios TVyNovelas  | Najlepszy aktor                 | Miłość i nienawiść (Entre el amor y el odio) | Nominacja |
| 2003 | INTE Awards                               | Najlepszy aktor roku            | Miłość i nienawiść (Entre el amor y el odio) | Nominacja |
| 2003 | Złota Palma (Palmas de Oro)               | Najlepszy aktor pierwszoplanowy | Miłość i nienawiść (Entre el amor y el odio) | Wygrana   |
| 2004 | Złota Palma (Palmas de Oro)               | Najlepszy antagonista           | Zaklęte serce (Mariana de la noche)          | Wygrana   |
| 2004 | Nagroda w plebiscycie Premios TVyNovelas  | Najlepszy antagonista           | Zaklęte serce (Mariana de la noche)          | Wygrana   |
| 2006 | Nagroda w plebiscycie Premios TVyNovelas  | Najlepszy aktor                 | La madrastra                                 | Nominacja |
| 2006 | Nagroda w plebiscycie Premios TVyNovelas  | Najlepsza gra aktorska          | La esposa virgen                             | Nominacja |
| 2007 | Nagroda w plebiscycie Premios TVyNovelas  | Najlepszy antagonista           | Mundo de fieras                              | Wygrana   |
| 2007 | Nagroda Bravo                             | Najlepszy antagonista           | Mundo de fieras                              | Wygrana   |
| 2012 | Nagroda w plebiscycie Premios TVyNovelas  | Najlepszy aktor pierwszoplanowy | Triumf miłości (Triunfo del amor)            | Wygrana   |
| 2012 | Nagroda w plebiscycie „People en Español” | Najlepszy antagonista           | Nieposkromiona miłość (Amor bravío)          | Wygrana   |
| 2013 | Nagroda w plebiscycie Premios TVyNovelas  | Najlepszy antagonista           | Nieposkromiona miłość (Amor bravío)          | Nominacja |
| 2013 | Nagroda w plebiscycie „People en Español” | Najlepszy złoczyńca             | Burza (La tempestad)                         | Wygrana   |
| 2017 | Nagroda w plebiscycie Premios TVyNovelas  | Najlepszy aktor pierwszoplanowy | Las amazonas                                 | Wygrana   |